# Біскей (Міннесота)
Біскей (англ. Biscay) — місто (англ. city) в США, в окрузі Маклеод штату Міннесота. Населення — 113 осіб (2010).

## Географія
Біскей розташований за координатами 44°49′34″ пн. ш. 94°16′27″ зх. д. / 44.82611° пн. ш. 94.27417° зх. д. (44.826181, -94.274255).  За даними Бюро перепису населення США в 2010 році місто мало площу 0,21 км², уся площа — суходіл. В 2017 році площа становила 0,18 км², уся площа — суходіл.

## Демографія
Згідно з переписом 2010 року, у місті мешкало 113 осіб у 43 домогосподарствах у складі 33 родин. Густота населення становила 541 особа/км².  Було 47 помешкань (225/км²).
Расовий склад населення:
| - 90,3 % — білих - 0,9 % — азіатів - 5,3 % — осіб інших рас |

До двох чи більше рас належало 3,5 %. Частка іспаномовних становила 8,8 % від усіх жителів.
За віковим діапазоном населення розподілялося таким чином: 28,3 % — особи молодші 18 років, 54,0 % — особи у віці 18—64 років, 17,7 % — особи у віці 65 років та старші. Медіана віку мешканця становила 45,2 року. На 100 осіб жіночої статі у місті припадало 85,2 чоловіків;  на 100 жінок у віці від 18 років та старших — 92,9 чоловіків також старших 18 років.
Середній дохід на одне домашнє господарство  становив 61 627 доларів США (медіана — 46 250), а середній дохід на одну сім'ю — 62 648 доларів (медіана — 64 375). Медіана доходів становила 43 333 долари для чоловіків та 40 313 долари для жінок. За межею бідності перебувало 1,5 % осіб, у тому числі 0,0 % дітей у віці до 18 років та 0,0 % осіб у віці 65 років та старших.
Цивільне працевлаштоване населення становило 43 особи. Основні галузі зайнятості: виробництво — 27,9 %, роздрібна торгівля — 16,3 %, освіта, охорона здоров'я та соціальна допомога — 16,3 %.